# Jamie Bowie
Jamie Bowie (ur. 1 kwietnia 1989) – brytyjski lekkoatleta specjalizujący się w biegach sprinterskich.
Był członkiem brytyjskiej sztafety 4  x 400 metrów, która na młodzieżowych mistrzostwach Europy była szósta w roku 2009 oraz dwa lata później zdobyła srebrny medal. W 2014, wchodząc w skład brytyjskiej sztafety 4 × 400 metrów, sięgnął po srebro halowych mistrzostw świata w Sopocie.
Rekordy życiowe w biegu na 400 metrów: stadion – 46,06 (27 lipca 2013, Ninove); hala – 46,58 (15 lutego 2014, Birmingham). 

## Osiągnięcia
| Rok  | Impreza                        | Miejsce | Konkurencja             | Lokata     | Wynik   |
| ---- | ------------------------------ | ------- | ----------------------- | ---------- | ------- |
| 2009 | Młodzieżowe mistrzostwa Europy | Kowno   | sztafeta 4 × 400 metrów | 6. miejsce | 3:08,11 |
| 2011 | Młodzieżowe mistrzostwa Europy | Ostrawa | sztafeta 4 × 400 metrów | 2. miejsce | 3:03,53 |
| 2014 | Halowe mistrzostwa świata      | Sopot   | sztafeta 4 × 400 metrów | 2. miejsce | 3:03,49 |
| 2014 | Igrzyska Wspólnoty Narodów     | Glasgow | sztafeta 4 × 400 metrów | 5. miejsce | 3:04,07 |
| 2015 | Halowe mistrzostwa Europy      | Praga   | sztafeta 4 × 400 metrów | 5. miejsce | 3:08,56 |